# 鲁巴唑酮
鲁巴唑酮（研发代号YM-992、YM-35995）是一种含氮有机化合物，化学式C
14H
18FNO
2，由日本安斯泰來製藥为重性抑郁障碍研发，从未上市销售
。